# Netinera
Netinera Deutschland GmbH is een Duitse spoorwegonderneming die diverse spoorwegbedrijven in handen heeft. Het concern staat onder leiding van de Italiaanse staatsspoorwegen Ferrovie dello Stato die 51% van de aandelen in handen heeft. De overige 49% is in handen van het Frans-Luxemburgse Infrastructuurfonds Cube Infrastructure.
Netinera werd opgericht als Arriva Deutschland GmbH, maar is in opdracht van de Europese Unie om mededingingsredenen afgesplitst van Arriva toen dit werd overgenomen door Deutsche Bahn.

## Geschiedenis

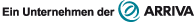
Voormalige logo van de Arriva-groep

Netinera werd in 2003 in Hamburg onder de naam Arriva Deutschland als dochter van de Britse vervoerder Arriva opgericht. Met de overname van de Regentalbahn in 2004 verhuisde de onderneming naar Viechtach in Beieren.
In april 2004 werd Arriva Deutschland GmbH voor 90% eigenaar van de holdingmaatschappij van de PE Arriva AG (PEG) die ook een lijn naar Enschede exploiteert en in december van dat jaar verkreeg Arriva Deutschland een aandeel van 76,9% in de Regentalbahn AG. In maart 2007 verkreeg Arriva Deutschland een meerderheidsaandeel in de Osthannoversche Eisenbahnen AG (OHE).
In maart 2010 kondigde Deutsche Bahn aan een openbaar overnamebod van 2,8 miljard euro op moedermaatschappij Arriva plc gedaan te hebben en de transactie werd eind augustus 2010 afgesloten. Omdat de Europese Unie van mening was dat het marktaandeel van Deutsche Bahn in Duitsland hiermee te groot werd, moest Arriva Deutschland GmbH worden verkocht aan een andere partij. Op 16 februari 2011 maakte Deutsche Bahn bekend dat de verkoop van Arriva Deutschland aan het consortium onder leiding van Ferrovie dello Stato, was goedgekeurd door de Europese Unie.
Op 26 maart 2011 werd bekendgemaakt dat de onderneming onder de naam Netinera zou worden voortgezet.

## Bedrijfsonderdelen
De dochterondernemingen van Netinera exploiteren spoor- en busverkeer in opdracht van regionale opdrachtgevers of door aanbesteding gewonnen bus-, spoorgoederen- en reizigersverkeer. In het reizigersverkeer per spoor exploiteert Netinera in bijna alle deelstaten van Duitsland op Baden-Württemberg, Noordrijn-Westfalen en Sleeswijk-Holstein na. Bussen van Netinera rijden in het stads- en streekvervoer in
Hessen, Nedersaksen, Noordrijn-Westfalen en Rijnland-Palts.
Ook zijn er grensoverschrijdende lijnen: de Regentalbahn rijdt in de Tsjechische Republiek en Polen (in coöperatie met de ČD), de Berchtesgadener Landbahn naar Oostenrijk en vlexx naar Frankrijk. De dochterondernemingen reden samen in 2016 met 357 treinen 50 miljoen treinkilometers en met 789 bussen 39 miljoen buskilometers. In totaal werken er 4.378 medewerkers bij Netinera en haar dochters. De omzet bedroeg in 2016 €603 miljoen.
Op het gebied van goederenvervoer en logistiek is bij Netinera in Duitsland de OHE (Osthannoversche Eisenbahn AG) actief. Twee van de in totaal zes dochterondernemingen zijn ook spoorwegbeheerder; ze beheren in Duitsland een lengte van 300 kilometer spoor: de OHE 257 kilometer en de Regentalbahn 43 kilometer.
De infrastructuur van de Prignitzer Eisenbahn Infrastruktur (PEG) met 215 kilometer spoor werd op 10 juli 2012 aan de RegioInfra Gesellschaft (RIG) terugwerkend vanaf 1 januari 2012 verkocht.

## Dochterondernemingen
Netinera Deutschland GmbH fungeert als holding voor de zeven dochterondernemingen, die ook tientallen dochterondernemingen in bezit hebben.

### Verkehrsbetriebe Bils GmbH
Verkehrsbetriebe Bils GmbH is de grootste private busonderneming in Münsterland en exploiteert al sinds ongeveer 1950 busverkeer. In 2006 werd de busonderneming door de voorloper van Netinera overgenomen. Via Verkehrsbetriebe Bils is Netinera voor een derde eigenaar van EVG Euregio - Verkehrsgesellschaft mbH & Co. KG en EVG Euregio - Verwaltungs- und Beteiligung GmbH, die ook in Münsterland bussen rijdt. Sei Mobil Verkehrsgesellschaft mbH is een volle dochter van Bils.

### Autobus Sippel GmbH
Autobus Sippel is een busonderneming in het zuiden van Hessen rond Frankfurt am Main en Mainz. In 2005 werd Autobus Sippel overgenomen door Arriva Deutschland, de voorloper van Netinera. Tevens heeft Autobus Sippel ook een touringcarbedrijf, namelijk Sippel-Travel GmbH.

### Prignitzer Eisenbahngesellschaft mbH
Onder Prignitzer Eisenbahngesellschaft mbH (PEG) vallen diverse ondernemingen. Tot december 2012 reed Prignitzer Eisenbahn nog zelf treinen in Brandenburg en tot 2011 ook naar Enschede. Ook beheerde de Prignitzer Eisenbahn tot 2012 nog eigen spoorlijnen, maar deze zijn aan RegioInfra verkocht.  Prignitzer Eisenbahn is alleen nog een soort holding voor diverse ondernemingen. Zo valt het onderhoudsbedrijf van Netinera, Netinera Werke GmbH in Neustrelitz onder de vlag van PEG. Voor 80% hoort busonderneming Neißeverkehr bij PEG. De spoorwegonderneming ODEG Ostdeutsche Eisenbahngesellschaft mbH is voor de helft van PEG, de andere helft hoort bij BeNEX. ODEG rijdt treinen in Mecklenburg-Voor-Pommeren, Brandenburg, Berlijn en Saksen. ODEG heeft voor zijn eigen treinen een eigen onderhoudsbedrijf ODIG Ostdeutsche Instandhaltungsgesellschaft mbH. Tevens worden hier treinen van andere Netinera ondernemingen onderhouden.

### Südbrandenburger Nahverkehrs GmbH (SBN)
De Südbrandenburger Nahverkehr, met hoofdkantoor in Senftenberg, biedt in de regio Oberspreewald-Lausitz lijn- evenals schoolverkeer aan. In totaal werken 105 medewerkers bij Südbrandenburger Nahverkehr. De 72 bussen worden in moderne werkplaatsen in Senftenberg, Lübbenau en Lauchhammer onderhouden.

### Regentalbahn AG
Regentalbahn AG is een spoorwegonderneming in Beieren, Hessen, Thüringen en Saksen. Tevens komen de treinen van de Regentalbahn in Frankrijk, Tsjechië, Polen en Oostenrijk. Regentalbahn rijdt zelf geen treinen maar doet dat via de dochteronderneming Die Länderbahn GmbH DLB. Die Länderbahn rijdt niet onder eigen naam maar gebruikt hiervoor diverse merknamen, namelijk alex, trilex, oberpfalzbahn, vogtlandbahn en waldbahn. De dochteronderneming vlexx GmbH rijdt treinen in Hessen, waarbij enkele diensten naar Frankrijk doorrijden.
Samen met Salzburg AG is Die Länderbahn actief in het consortium Berchtesgadener Land Bahn GmbH (BLB), een spoorwegonderneming in Beieren en Oostenrijk. De treindiensten van BLB zijn onderdeel van de S-Bahn van Salzburg.

### Netinera Bachstein GmbH
De in Celle gevestigde Netinera Bachstein GmbH is voor 95,34% in handen van Netinera Deutschland. De overige 4,66% van de aandelen heeft Verkehrsbetriebe Bachstein GmbH. Sinds maart 2007 valt de Osthannoversche Eisenbahn (OHE) voor 87,51% onder de vlag van Netinera Bachstein. De OHE heeft zelf diverse dochterondernemingen of een aandeel in verscheidene ondernemingen.
Via de OHE is Netinera met erixx GmbH en voor 60% met de NiedersachsenBahn GmbH & Co. KG (NB) actief in het reizigersvervoer per spoor. Onder NiedersachsenBahn valt voor 69,90% metronom Eisenbahngesellschaft mbH, een spoorwegonderneming in Nedersaksen, Bremen en Hamburg. Metronom rijdt onder de naam enno Eisenbahngesellschaft treinen in het zuidoosten van Nedersaksen tussen Hannover, Wolfsburg en Hildesheim. NiedersachsenBahn heeft ook een eigen onderhoudsbedrijf (NiedersachsenBahn Verwaltungsgesellschaft mbH), die voor 60% onder de OHE valt.
De OHE is niet alleen actief op het spoor maar ook op de weg. Onder andere Verkehrsbetriebe Osthannover GmbH, een busonderneming die aandelen heeft in andere openbaarvervoerbedrijven. KVC, Kraftverkehr Celle Stadt und Land GmbH, is voor 61% in handen van de Verkehrsbetriebe en is actief in de regio Celle. KVC heeft voor 34% aandelen in de Celler Straßenbahngesellschaft mbH, CeBus GmbH & Co. KG en het onderhoudsbedrijf van CeBus (Cebus Verwaltungsgesellschaft mbH).
Verkehrsbetriebe Osthannover is voor 60% eigenaar van KVG Stade GmbH & Co. KG, een regionale openbaarvervoeronderneming in de regio Stade. In Lüneburg is de KVG actief als Kraftverkehr Lüneburg. KVG heeft ook een onderhoudsbedrijf, KVG Stade Verwaltungs GmbH, waar Verkehrsbetriebe Osthannover 60% eigenaar van is. Verkehrsbetriebe Osthannover is voor een klein deel actief (25,20%) in de busonderneming Verkehrsgesellschaft Landkreis Gifhorn mbH (VLG). Onder de vlag van de VLG vallen de Kraftverkehrsbetriebe GmbH (KVB) en de Gifhorner Verkehrsbetriebe GmbH (GVB)
Naast het reizigersvervoer heeft de Osthannoverse Eisenbahngesellschaft ook een goederenondernemingen, namelijk Kraftverkehr Osthannover GmbH (KOG) en OHE Cargo. OHE heeft ook een aantal havenbedrijven in handen. Onder andere UNIKAI Hafenbetrieb Lüneburg GmbH, die voor 30% eigenaar is van de haven van Lüneburg. Voor 74% is de OHE actief in de Uelzener Hafenbetriebs- und Umschlaggesellschaft mbH en voor een derde in de Osthannoversche Umschlagsgesellschaft mbH (OHU)

### Netinera Immobilien GmbH
Netinera Immobilien GmbH is de vastgoedtak van Netinera en koopt, verkoopt en beheert de gebouwen van de Netinera-group.